# Jón Þorláksson á Bægisá
 For alternative betydninger, se Jón Þorláksson.
Jón Þorláksson á Bægisá (født 1744 i Seládalur i Arnarfjörður, død 21 oktober 1819) var en islandsk præst, forfatter og oversætter. Han oversatte blandt andet Christian Braunmann Tullin, John Milton og Alexander Pope til islandsk.
Jón dimitterede fra Skálholt lærde skole 1763 og blev sognepræst i Saurbær i Dalasýsla 1768 og 1788 i Bægisá i Eyjafjarðarsýsla, hvor han virkede frem til sin død. Han måtte kæmpe med fattigdom ("armod er min livsledsagerske", skrev han), men modtog mod slutningen af sit liv en form for digterløn fra velgørere i England for sin oversættervirksomhed.
Jón betragtes som Islands fremmeste digter i tiden omkring 1800. Han skrev et utal af alle slags digte og salmer. Hans digte er udgivet i to bind, Ljóðabók (København 1842–43 med en biografi af Jón Sigurðsson). Ikke mindre kendt er han som oversætter af udenlandsk poesi, en af Islands første oversættere. Hans oversættelser var i samtiden meget kendte og læste.

## Oversættelser
- Christian Braunmann Tullins digte (Rapsø 1774)
- Alexander Popes Essay on Man- "Tilraun um manninn" (Leirárgarðar 1798),
- John Miltons Paradise Lost - "Paradisar missir" (Købehavn 1828)
- Friedrich Gottlieb Klopstocks Messiade - "Messias" (København 1838).